# Josef Henger
Josef Henger (* 2. November 1931 in Empfingen; † 2. Juni 2020 in Ravensburg) war ein deutscher Bildhauer. Er schuf überwiegend sakrale Kunst im süddeutschen Raum und wurde als „der letzte barocke Bildhauer Oberschwabens“ bezeichnet.

## Leben

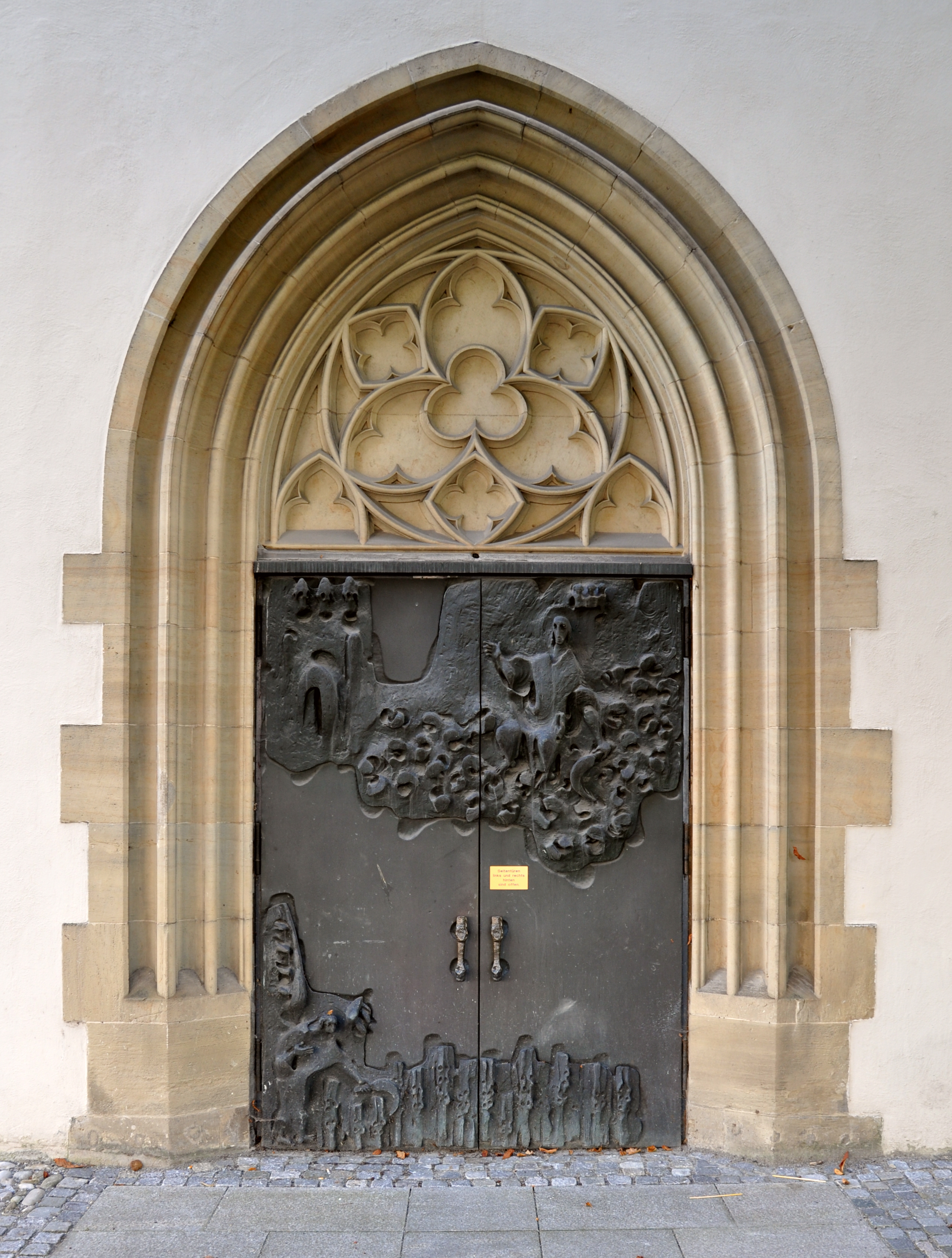
Nordportal der Ravensburger Liebfrauenkirche

Josef Henger wurde am 2. November 1931 in Empfingen, einer kleinen Gemeinde südlich von Horb am Neckar geboren. Ein Schriftzug über der Scheune seines elterlichen Hauses besagt, dass die Hengers eine Steinhauerdynastie waren. Nachdem er eine Steinmetzlehre abgeschlossen hatte, absolvierte er von 1951 bis 1959 ein Studium der Bildhauerei an der Akademie der Bildenden Künste in München, unter anderem als Meisterschüler bei Josef Henselmann. Einer seiner Studienkollegen war der Holzbildhauer Rudolf Wachter.
Ab 1963 lebte und arbeitete Henger in Ravensburg. Zu seinen Auftraggebern zählten zahlreiche süddeutsche Kirchengemeinden. Er gestaltete Skulpturen und liturgische Orte in der ganzen Diözese Rottenburg-Stuttgart und weit darüber hinaus. In mehr als 300 Orten hat er gearbeitet und rund 1500 Werke geschaffen. Sie finden sich unter anderem in Herrenberg, Bietigheim-Bissingen und Tübingen, in Kaiserslautern, Speyer, Heidelberg, Ulm und Freiburg. 
Im Jahr 1983 wurde der Künstler mit dem Kulturpreis der Städte Ravensburg und Weingarten geehrt. In einem Zeitungsartikel anlässlich seines 80. Geburtstags wurde er als „der letzte barocke Bildhauer Oberschwabens“ bezeichnet.
Josef Henger starb am 2. Juni 2020 im Alter von 88 Jahren in Ravensburg.

## Werk

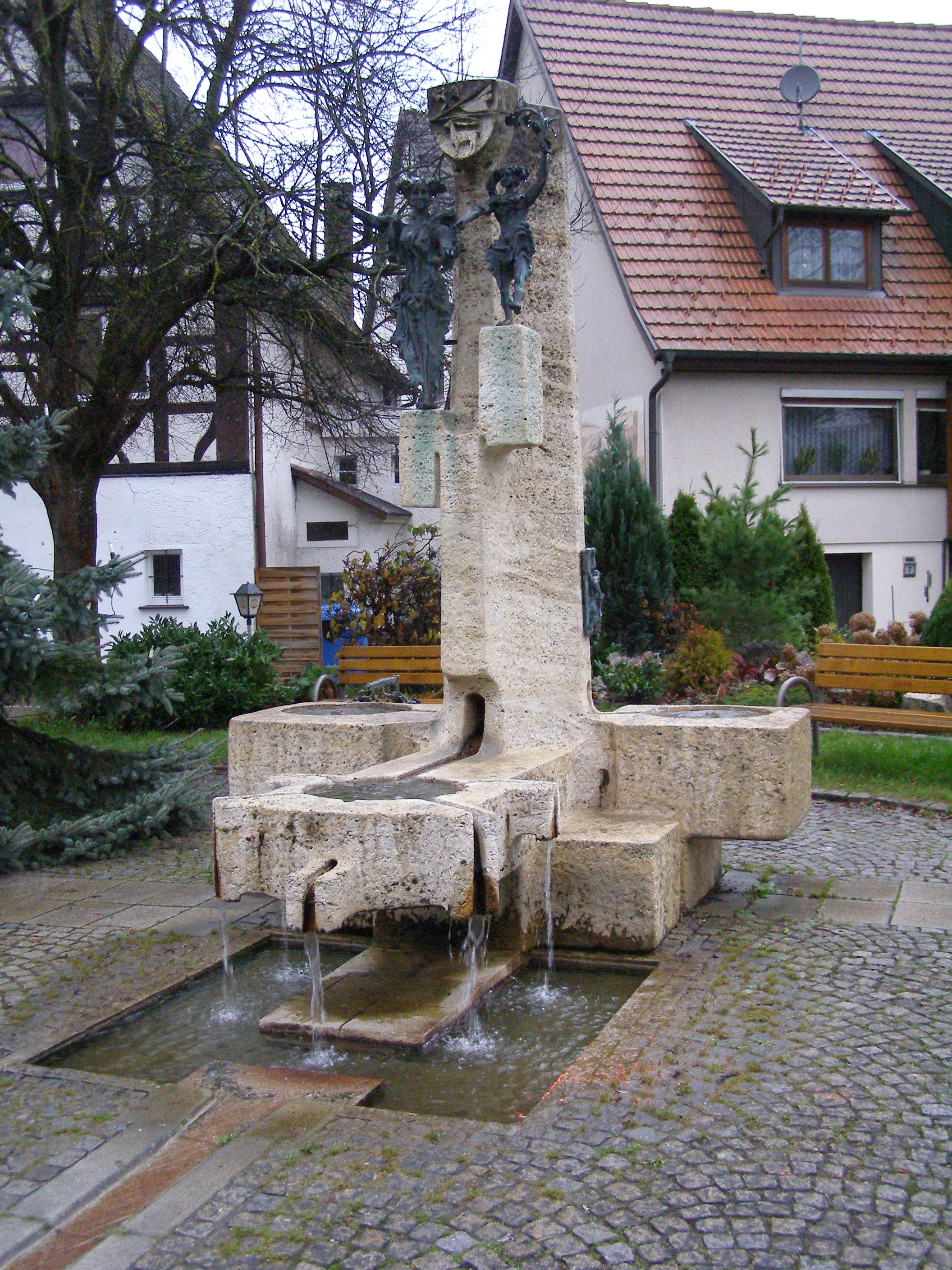
Donau-Lauchert-Brunnen in Sigmaringendorf (1991)

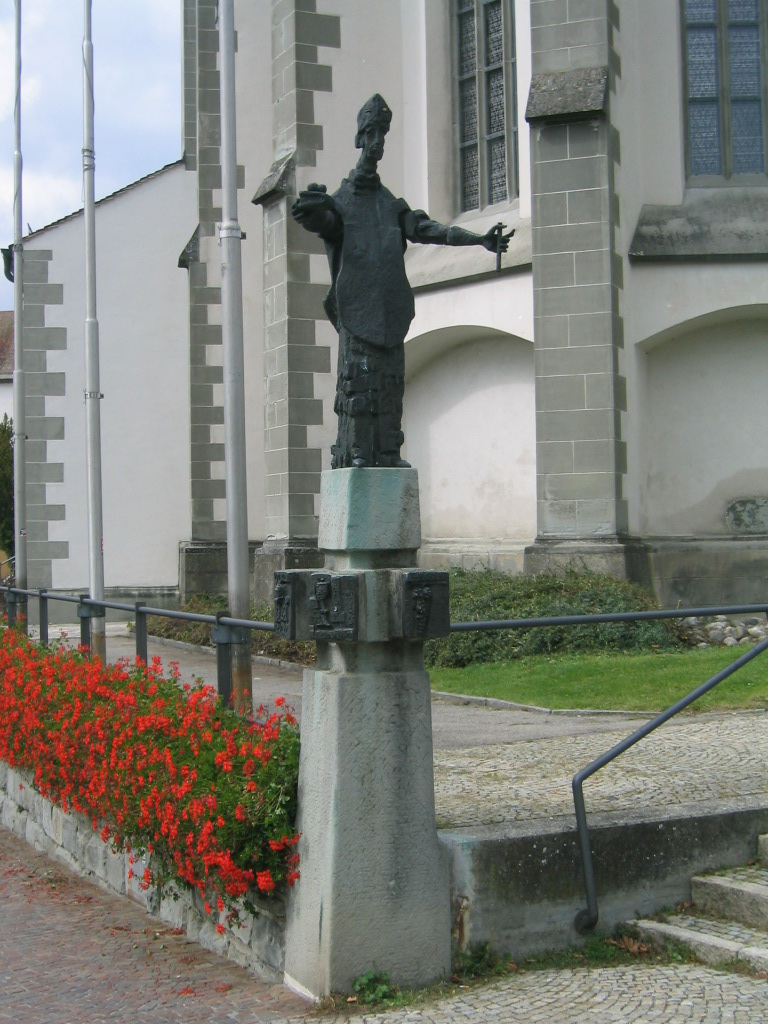
Statue St. Nikolaus vor der Kirche in Markdorf

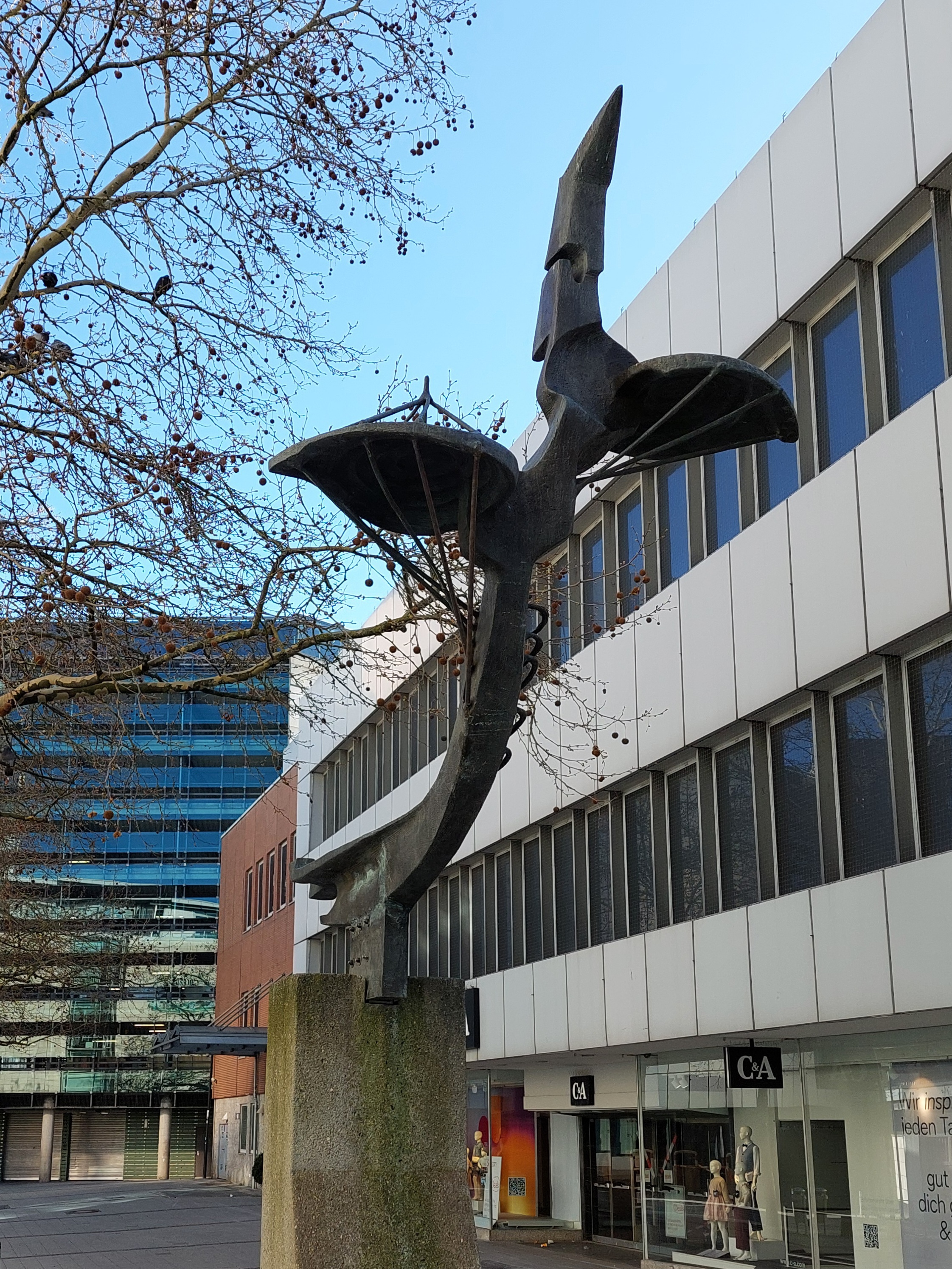
Berblinger-Skulptur in Ulm

Henger benutzte neben Bronze und Stein auch Terrakotta als Werkstoff. 
Schwerpunkt seiner Arbeit war die sakrale Kunst. Für zahlreiche Kirchenneubauten vorwiegend der 1970er Jahre schuf er Heiligen-Skulpturen, Altarkreuze, Kreuzwegstationen, Ambos, Altäre und Tabernakel. Daneben hat er auch Kirchentüren geschaffen, so für die Liebfrauenkirche in Ravensburg und die Ulrichskirche in Dornstadt. In der katholischen Pfarrkirche St. Maria in Weingarten hängt seit 1980 ein von Henger geschaffenes 8 m hohes Kruzifix mit einer seltenen Darstellung: Eine Hand des gekreuzigten Jesus Christus hat sich vom Balken löst und hängt herunter.
Auch profane Bildwerke sind in seinem Œuvre vertreten, wie beispielsweise große Freiplastiken und Brunnen für den öffentlichen Raum. In der Ulmer Fußgängerzone befand sich lange Zeit der von Henger gestaltete Berblinger-Brunnen. Mit diesem Kunstwerk schuf der Künstler eine Verbindung zwischen Berblingers Flugapparat und der Concorde, dem damaligen Symbol für die moderne Luftfahrt. Der Brunnen an der stark frequentierten Kreuzung Hirsch-/Glöcklerstraße wurde aus Sicherheitsgründen abgebaut, aber die Berblinger-Skulptur ist erhalten und steht heute an anderer Stelle in Bahnhofsnähe.
Im Jahr 1991 schuf Henger den Donau-Lauchert-Brunnen für die Gemeinde Sigmaringendorf. Das aus bulgarischem Muschelkalk und Bronze geschaffene Kunstwerk versinnbildlicht den Zusammenfluss von Donau und Lauchert, wobei die beiden Bronzefiguren und die beiden Wasserbecken die beiden Flüsse darstellen. Der Brunnen befindet sich auf dem Wilhelm-Lehmann-Platz vor dem Rathaus in Sigmaringendorf und ist Teil des Kunstwegs Oberschwaben.

## Werke (Auswahl)
- Ravensburg: Rutenfestbrunnen[7]
- Ravensburg: Nord- und Südportale der Liebfrauenkirche
- Kirche St. Maria, Weingarten: Kruzifix
- Kirche St. Peter, Badenweiler: Tabernakel, Ambo und Kreuzweg
- Herz-Jesu-Kirche (Müllheim, Baden): künstlerische Gestaltung des Altarraumes
- Kirche St. Paul, Heidelberg: Altarkreuz
- Stiftskirche St. Hippolyt und Verena, Öhningen: Kreuzwegstationen[8]
- Priesterseminar Speyer, Nardini-Kapelle: Kreuz, Tabernakel, Altar, Kirchengestühl[9]
- Martinskirche, Kaiserslautern: Altarzone[10]
- Sigmaringendorf: Donau-Lauchert-Brunnen.
- Alleshausen: Brunnen auf dem Schulhof der Grundschule[11]
- Kloster Heiligkreuztal, Museum im Kornhaus: Kreuzweg in Terrakotta[12]
- Ulm: Berblinger-Skulptur für den Berblinger-Brunnen, 1976
- Kirche St. Ulrich, Dornstadt: Kirchentür

## Ehrungen
1983: Kulturpreis der Städte Ravensburg und Weingarten

## Veröffentlichungen
- Josef Henger. 38 Bl., Fotografien. Selbstverlag, Ravensburg 2009, OCLC 986506005.